# Reprezentacja Gruzji w piłce ręcznej kobiet
Reprezentacja Gruzji w piłce ręcznej kobiet, narodowy zespół piłkarek ręcznych Gruzji. Reprezentuje swój kraj w rozgrywkach międzynarodowych.